# Ingeborg Prasch
Ingeborg Prasch (geboren 21. Februar 1951) ist eine deutsche Ingenieurin. Sie war von 2006 bis 2014 Richterin am Bundespatentgericht in München.

## Beruflicher Werdegang
Ingeborg Prasch schloss das Studium der Ingenieurwissenschaften erfolgreich ab und promovierte anschließend.
Bis zu ihrer Ernennung zur Richterin kraft Auftrags am Bundespatentgericht in München war sie Regierungsdirektorin. Ab dem 9. Oktober 2007 war sie dort als Richterin weiteres technisches Mitglied in einem Technischen Beschwerdesenat. Am Bundespatentgericht sind mehrheitlich naturwissenschaftlich ausgebildete Richter tätig.
2014 wurde Ingeborg Prasch in den Ruhestand versetzt.